# Toma Gheorghe Peșacov
Gheorghe Hagi — Toma Peșacov-Pedestrășescul (pe scurt Toma Gheorghe [Gheorghian] Peșacov; n. 15 aprilie 1785, Vidin, Bulgaria – d. 1 noiembrie 1854, București) a fost un poet oltean.

## Opera
A compus versuri întru lauda lui Tudor Vladimirescu (66 strofe) și a lui Dinicu Golescu.
- Versuri, în Poezia română clasică (De la Dosoftei la Octavian Goga), vol. I, ediție îngrijită de Al. Piru și Ioan Șerb, prefață de Al. Piru, București, 1970; Desmierdare poeticească.[1]